# Воинское мемориальное кладбище (Ярославль)
Воинское мемориальное кладбище — воинское кладбище-мемориал в городе Ярославле. Является частью Леонтьевского кладбища. Расположено на Угличской улице, через дорогу от Музея боевой славы. Открыто для посещения с 9 до 16 часов.

## История
На кладбище у церкви Святого Леонтия в период Отечественной 1812 года и Первой мировой войн были похоронены воины, умершие в лазаретах города. Эти захоронения не сохранились.
В годы Великой Отечественной войны захоронения военнослужащих, умерших в ярославских госпиталях, погибших при бомбардировках города, а также скончавшихся в проходящих эшелонах, в основном производились на отдельном участке Леонтьевского кладбища, непосредственно у Угличского шоссе (также незначительное число умерших было похоронено на кладбище Тугова гора и на Донском кладбище). Участок был разделён на сектора, закреплённые за госпиталями. Захоронения отмечались земляными холмиками с деревянными, фанерными или изредка металлическими табличками с указанием воинских званий, имён и годов жизни. Всего здесь было похоронено около 10 тысяч военнослужащих и умерших эвакуированных жителей блокадного Ленинграда.
В начале 1950-х годов была проведена первая реконструкция кладбища — были установлены бетонные надгробия. На свободных участках с южной и западной сторон воинского кладбища стали производиться захоронения генералов и офицеров запаса и в отставке, уволенных из Вооружённых сил с правом ношения военной формы. 15 марта 1972 года горсовет распорядился прекратить захоронения на воинском кладбище. 20 апреля 1984 года горисполком решил делать на нём «почётные захоронения» — фактически, высокопоставленных лиц из властей области и города, при этом Героев Советского Союза предписывалось хоронить на Западном гражданском кладбище в Чурилково, на окраине города. 16 ноября 1988 года городской совет ветеранов войны и труда добился отмены этого решения. К этому времени кладбище находилось в запустении: из-за ненадлежащего учёта и ухода в послевоенные годы многие захоронения были обезличены, частично утеряны — к 1 января 1989 года остались имена лишь 526 военнослужащих в 483 могилах; надгробия рушились от времени; территория заросла сорняками и кустарниками, затапливалась в дождливое время; уборка производилась лишь к Дню защитника Отечества и Дню Победы.
16 ноября 1988 года по инициативе городского совета ветеранов войны и труда горисполком принял решение о реконструкции воинского кладбища. Группа под руководством полковника в отставке В. С. Дябина осуществила поиск документов и других материалов в архивах города и в Ленинградском военно-медицинском архиве. В результате были составлены именные списки умерших и схемы расположения их могил, на основе которых и проводилась реконструкция. Её проект был разработан архитектурно-планировочной мастерской «Архпроект», автор В. И. Гусаков. Работы проводил генеральный подрядчик трест «Яргражданстрой» с привлечением специализированных организаций. Финансирование осуществлялось мэрией Ярославля за счёт городских средств и спонсорской помощи предприятий и организаций, а также добровольных пожертвований жителей города.
Вместо бетонных надгробий были установлены 467 гранитных надмогильных плит с именами захороненных под ними 735 воинов. Имена 2757 военнослужащих, место захоронения которых уточнить не удалось, были помещены на 108 металлических памятных плит на двух братских захоронениях в южной части кладбища, причём на втором из них было предусмотрено добавление плит на случай установления новых имён. В юго-западной части кладбища была создана Аллея Героев, на которой стали хоронить Героев Советского Союза и полных кавалеров ордена Славы. Также был установлен памятник погибшим ярославским воинам-интернационалистам всех времён. В центральной зоне воинского кладбища был сооружён монумент «Вечная Память» в форме звезды — памятник всем погибшим защитникам Отечества, похороненным в Ярославле.
Постановлением мэра Ярославля 24 мая 1995 года комплекс воинских захоронений периода Великой Отечественной войны стал именоваться Воинским мемориальным кладбищем. 9 мая 1995 года в день 50-летия Победы состоялось его торжественное открытие. В этот день в основание монумента «Вечная Память» в капсуле было замуровано послание, адресованное потомкам в XXI век, и экземпляр книги «Вечная память» — списка захороненных.
В последующие годы были также установлены стела к 200-летию МВД России в честь сотрудников органов внутренних дел, погибших при исполнении служебных обязанностей и памятник погибшим за Отечество в 1614, 1812, 1914—1918 годах. В 2000 году на второе братское захоронение было установлено ещё 10 плит с именами 247 похороненных военнослужащих.

## Состав
Захоронения. Сегодня восстановлены и увековечены имена 3740 офицеров, солдат и сержантов, погибших в Великой Отечественной войне и похороненных здесь.
- Отдельные надмогильные плиты — 735 имён на 467 плитах, отмечающих точно установленные места захоронения.
  - I сектор — 66 имён на 36 плитах.
  - II сектор — 344 имени на 195 плитах.
  - III сектор — 94 имени на 75 плитах.
  - IV сектор — 57 имён на 33 плитах.
  - V сектор — 24 имени на 18 плитах.
  - VI сектор — 128 имён на 93 плитах.
  - Отдельные захоронения вне секторов — 17 имён на 22 плитах. На территории, прилегающей к мемориалу с юга и запада, в послевоенное время, до 1972 года, были захоронены офицеры, уволенные из рядов Вооруженных Сил СССР с правом ношения военной формы — они не подсчитаны здесь.
- Братские захоронения с именами людей, чьё место погребения точно не установлено.
  - I братское захоронение — 2464 имени.
  - II братское захоронение — 540 имён.
- Аллея Героев: 14 Героев Советского Союза, 2 полных кавалера ордена Славы, 3 Героя Российской Федерации.

Монументы
- Монумент «Вечная Память».
- Памятник жертвам блокадного Ленинграда.
- Памятник воинам-интернационалистам.
- Стела к 200-летию МВД России в честь сотрудников органов внутренних дел, погибших при исполнении служебных обязанностей.
- Памятник павшим за Отечество в 1812, 1914—1917 годах.

## Герои Отечества
В скобках указаны даты жизни и захоронения на данном кладбище, если было перезахоронение.
Герои Советского Союза
- Андреев, Алексей Дмитриевич (1919—1949, 1994)
- Барбасов, Феоктист Александрович (1906—1978, 1994)
- Буянков, Иван Иванович (1915—1995)
- Волков, Виктор Фёдорович (1917—1998)
- Гребенский, Сергей Иванович (1914—1991, 1994)
- Докучалов, Павел Семёнович (1921—1947, ?)
- Жихарев, Николай Андреевич (1915—1983, 1994)
- Лазарев, Дмитрий Ильич (1922—1991, 1993)
- Максимов, Александр Ефимович (1914—1984; похоронен вне Аллеи Героев)
- Пащенко, Иван Васильевич (1922—2014)
- Попов, Пётр Георгиевич (1914—2000)
- Сергеев, Леонид Александрович (1921—2006)
- Соловьёв, Михаил Павлович (1922—1992)
- Стеблёв, Александр Фёдорович (1918—1960, 1994)
- Черношеин, Василий Алексеевич (1924—2002)

Полные кавалеры ордена Славы
- Балдин, Георгий Иосифович (1922—1999)
- Кочерга, Алексей Панкратьевич (1915—1945; похоронен вне Аллеи Героев)[1]
- Чаенков, Владимир Афанасьевич (1925—1998)

Герои Российской Федерации
- Селезнёв, Александр Анатольевич (1974—1999)
- Серов, Игорь Евгеньевич (1970—1999)
- Сниткин, Сергей Владимирович (1970—1999)

## Галерея

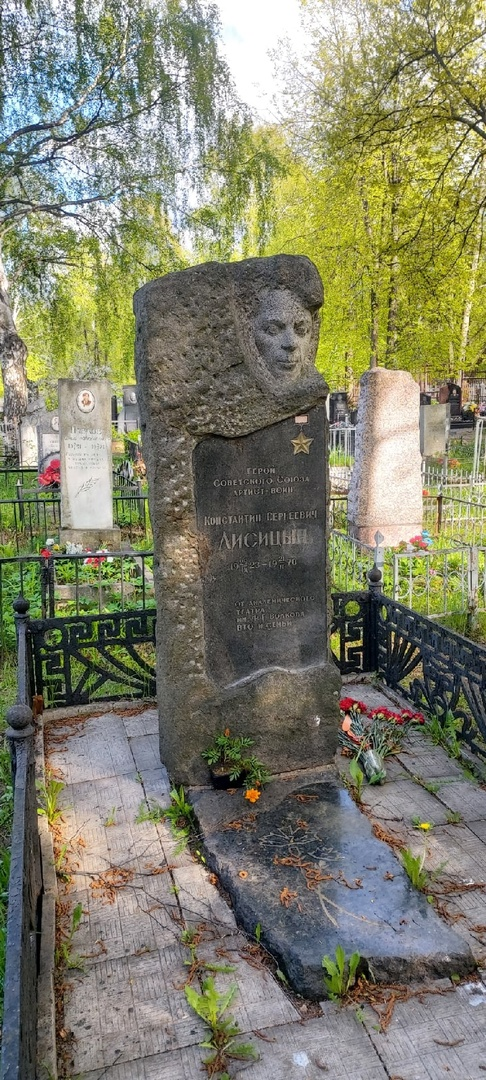
Могила Героя Советского Союза К. С. Лисицына
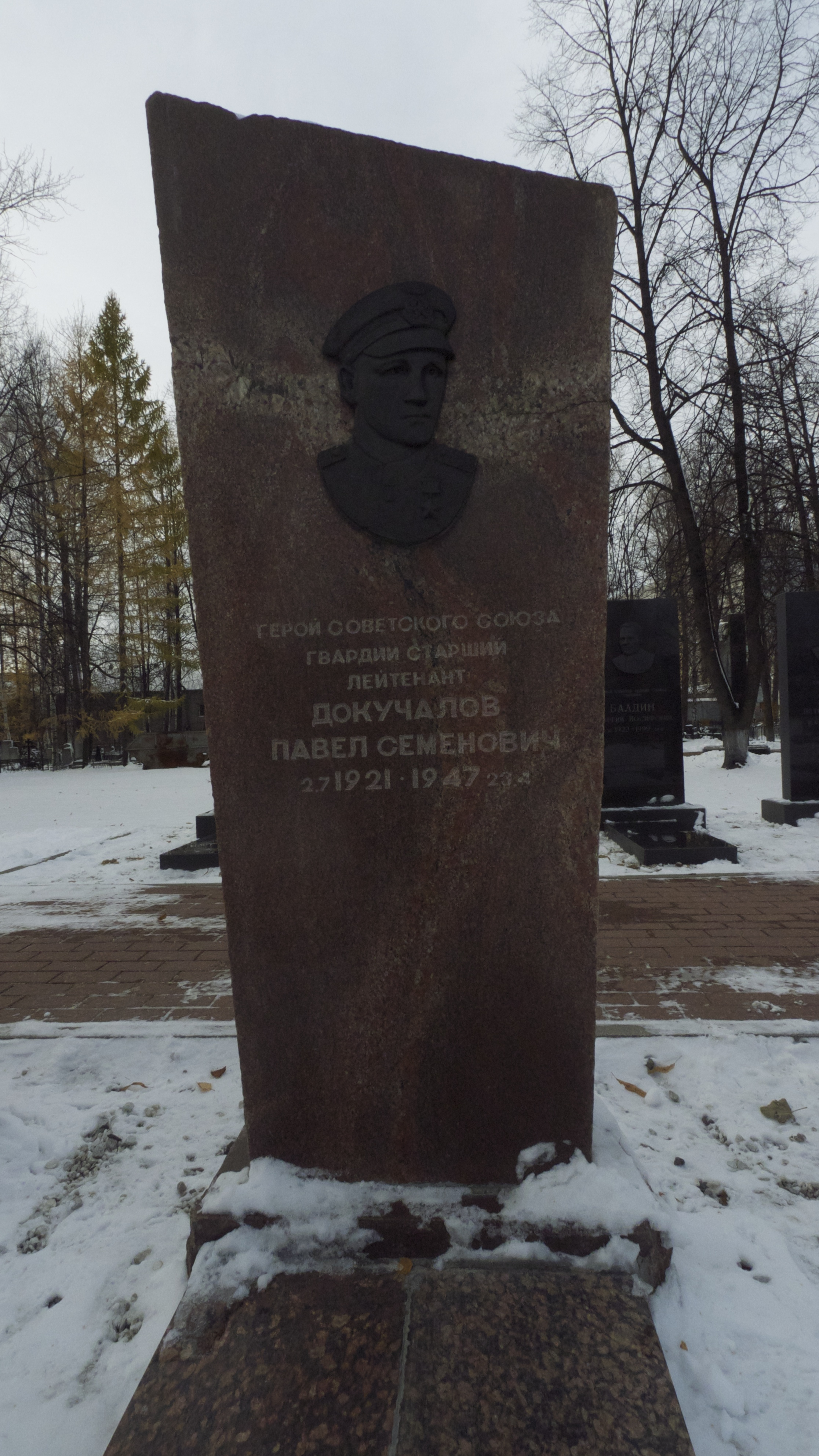
Могила Героя Советского Союза П. С. Докучалова

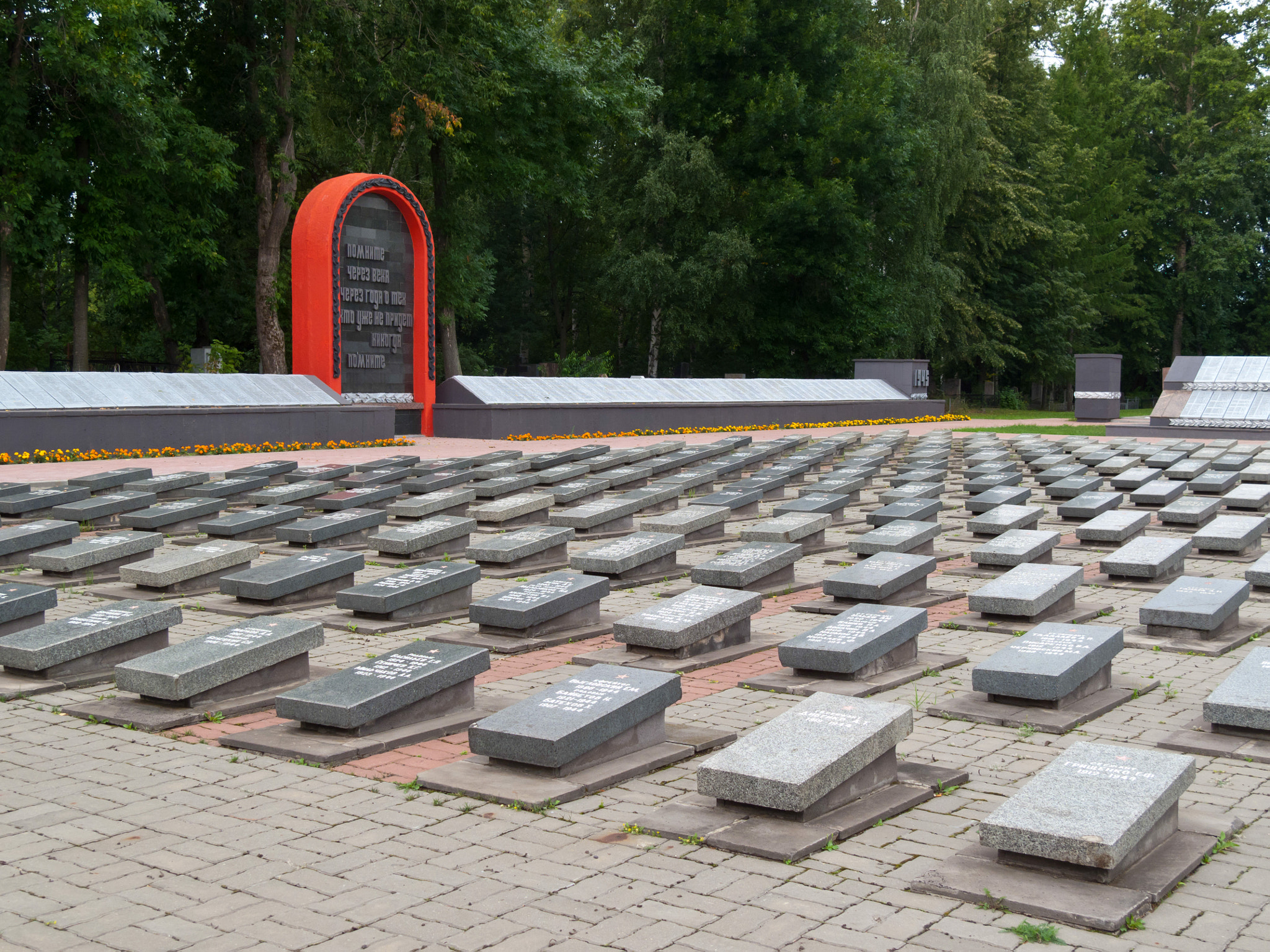
Плиты с именами погибших в Великой Отечественной войне
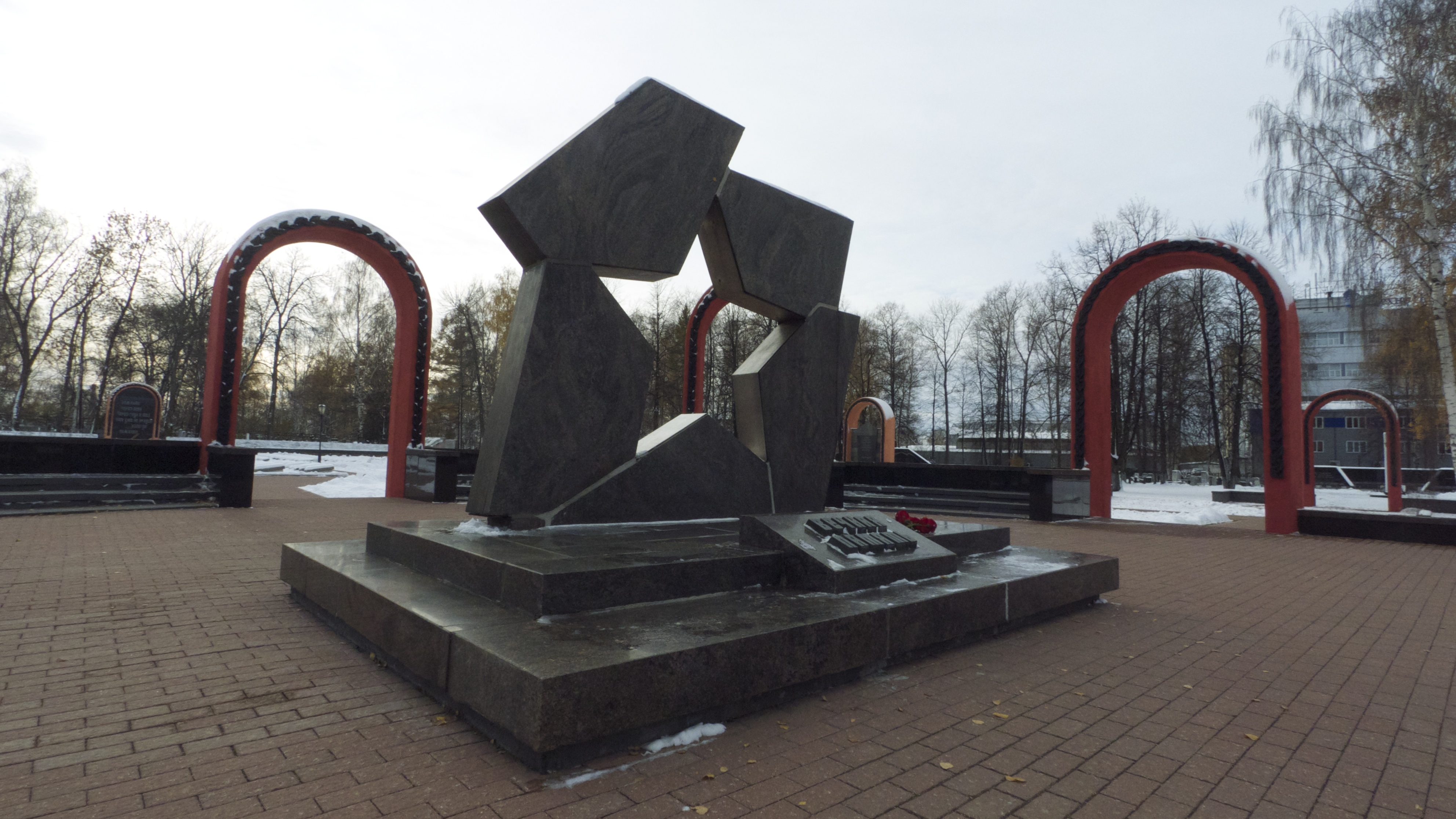
Монумент «Вечная Память»
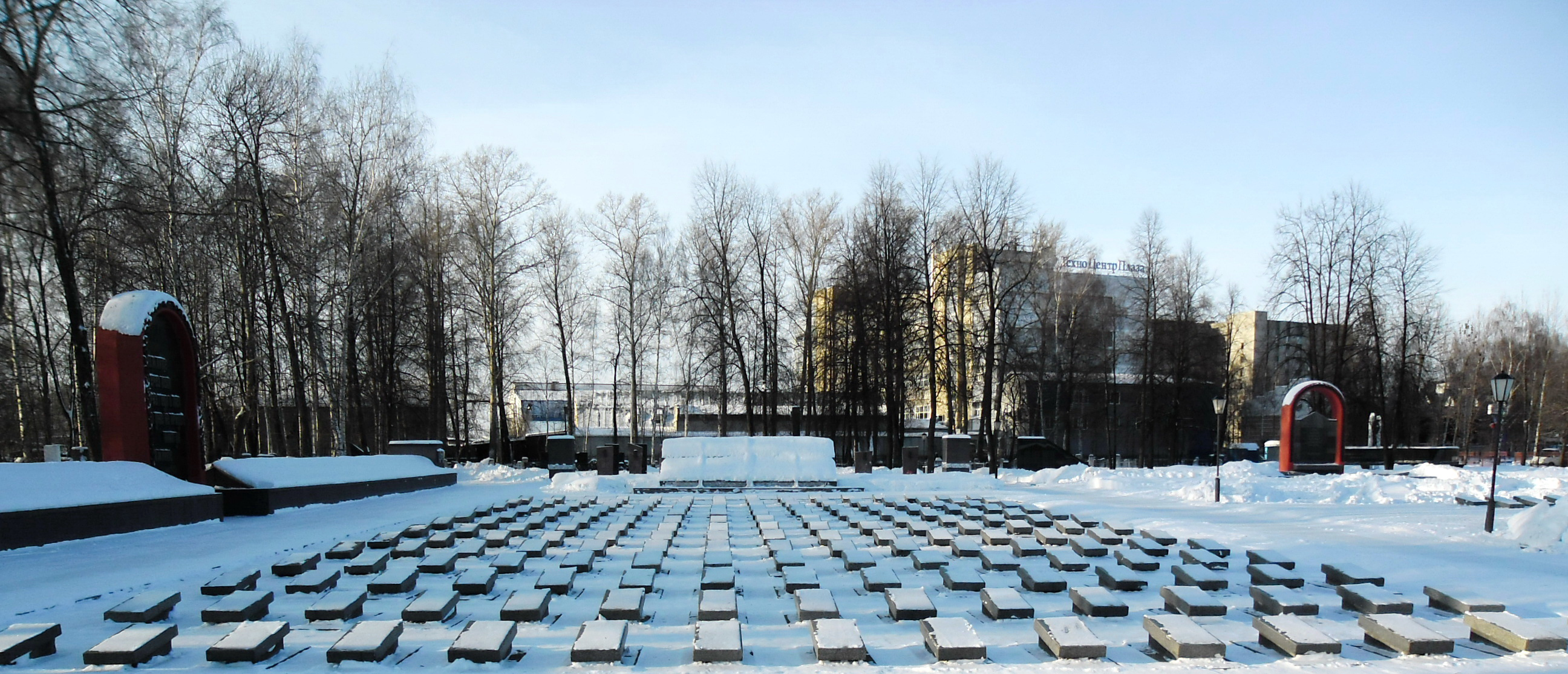
Кладбище зимой